# はせみつこ
波瀬 満子（はせ みつこ、本名：白波瀬 智子（しらはせ ともこ）1931年3月5日 - 2012年4月19日）は、日本のことばパフォーミング・アーティスト、女優。

## 概要
京都府出身。東京女子大学卒業。劇団四季、仮面座を経て、1977年谷川俊太郎らと「ことばあそびの会」を設立する。
1993年から1999年まで6年間にわたって、NHK教育テレビのあいうえおにレギュラー出演。その後も「詩」や「ことば」そのものを構成・演出・出演する「ことば」パフォーマンスを行う。
2012年4月19日15時45分、急性腎不全のため、東京都町田市内の病院で死去。81歳没。

## 主な経歴

### 国内
- はせみつこパフォーマンス「新・日本語講座」全12回、池袋西武スタジオ200
- 1982-1995 - はせみつこの「やってきたアラマせんせい」
1982年5月、池袋西武スタジオ200の初演以来、全国巡演13年、560ステージ。
- 1989-1990 - 「ことばのエアロビクス」全6回
- 1993-1994 - 「現代詩まるかじり講座」全6回スタジオ錦糸町
- 1995 - 「スーパー・AIUEO」こどもの城
- 1996 - 「スーパー・AIUEO」シアターχ, 年内全国巡演45ステージ
- 1997 - 「KOTOBACROBAT '97」シアターχ
- 1998 - 「にほんごまるかじり」さいたま芸術劇場
「KOTOBACROBAT '98」新国立劇場
- 1999 - 「にほんごまるかじり」シアターχ
- 2000 - 「にほんごまるかじり PART 2」シアターχ
- 2001 - 「詩とお噺と旅芝居」テイアラこうとう
- 2002 - 「PERFORMANCE 2002 VOICE」シアターχ
- 2003 - 「ブレヒト・心平」シアターχ
- 2004 - 「おひさまのかけらCD発売記念らいぶ」 「わたしは自転する」
- 2005 - 「にほんごの せんぞがえり ちゅうがえり」
- 2006 - Word Play2006 「ひらひらきらり」シアターχ＋ウリポ・はせ・カンパニー
- 2007 - はせみつこパフォーマンス「せかいをつなぐ あいうえお」
シアターχ＋ウリポ・はせ・カンパニー
- 2008 - はせみつこパフォーマンス 「波瀬満子・谷川俊太郎」シアターχ

### 海外
- 1995 - USA Boston（Boston Higashi School）
- 1998 - Canada Toronto (日本語教育振興会)
- 2000 - Simon Frazer Univ.主催 “17―Haiku”
- 2000 - Canada 横断ツアー (Vancouver/Toronto/Montreal)
- 2002 - USA LA SF（Cralendon Elementary School,Consulate General etc.）
- 2002 - USA Boston（New England 日本語教師研修会）
- 2004 - Austria Wien/Salzburg（ことばと音楽ワークショップ）11月 北京5大学巡演

## 主な作品

### テレビ出演
- 1993年-1999年　あいうえお

### 著書
- 「あいうえおとaiueoがあいうえお」（小学館）
- 「ひらひらきらり―ミッチーのことばあそび・擬音語・擬態語 1・2・3」（冨山房インターナショナル）

### その他
- 「小一チャレンジ ことばだいすき」 (パセせんせい)

## 受賞
- 1973 - 文部大臣賞・国際教育番組コンクール・ラジオ部門
- 1982 - 久留島武彦児童文化賞
- 1990 - 厚生省中央児童福祉審議会推薦文化財認定

## ウリポ・はせ・カンパニー
ジャンルを超えたスーパーことばショーを創ったことばパフォーマーはせみつこは、ウリポ・はせ・カンパニーを設立。ことばあそびに関わり続け、「ことば」から「音」を取り出し、肉声で観客に届ける舞台を作り続けた。
ウリポとは ウ＝Ultraうるとら リ＝Lingualりんがる ポ＝Potentialぽてんしゃる（超言語潜在能力）の頭文字を合わせた言葉である。
はせ亡き後、近年のはせ舞台などに関与していた者たちが『新生ウリポ・はせ・カンパニー』として引き継ぎ、はせの業績を管理し、広く紹介していくとともに、未来に続く新しい舞台の創造『＜ウリポ＞公演2013』をスタートさせた。